# Centralorganisation
En centralorganisation på arbejdsmarkedet er normalt en sammenslutning af hele eller dele af fagforbund, som forhandler en fælles overenskomst på forbundenes vegne. Det er dermed stort set synonymt med et kartel af lønmodtager-organisationer. Dannelsen af karteller eller centralorganisationer, hvor flere forskellige selvstændige fagforbund forhandler i fællesskab, er et alternativ til dannelsen af store industrifagforbund og den løsning, der i Danmark er blevet valgt som svar på en længerevarende strukturdiskussion især i LO i det 20. århundrede. I 1987 skrinlagdes tanken om industriforbund grundlæggende, og i 1995 godkendte LO så oprettelsen af en række karteller.
Historisk har ordet ikke mindst været brugt om de to sammenslutninger af tjenestemænd: Statstjenestemændenes Centralorganisation I (CO I, sølvsnorene) og Statstjenestemændenes Centralorganisation II (CO II, guldsnorene), der tidligere har spillet en dominerende rolle for lønforhandlingerne for offentligt ansatte. I løbet af 1980’erne skete der grundlæggende ændringer i forhandlingsstrukturen, som bl.a. betød, at overenskomstansatte i det offentlige fik en langt større rolle i forhandlingerne.

## Centralorganisationer og karteller i dag
- Offentligt Ansattes Organisationer (OAO)

- BAT-Kartellet

- CO-Industri

- Grafisk Industri- & Medie Kartel

- Handelskartellet i Danmark

- Centralorganisationen Søfart (CO-Søfart)

- Centralorganisationen af 2010 (CO10)

- Lærernes Centralorganisation

- Sundhedskartellet

## Centralorganisation og hovedorganisation
Begrebet centralorganisation bør ikke forveksles med en hovedorganisation, der også er (normalt betydelig større) sammenslutninger af fagforbund. Hovedorganisationerne forhandler typisk ikke overenskomster, men forsøger at varetage medlemsforbundenes interesser i trepartsforhandlinger og diverse råd og organer, i den politiske proces osv. De største hovedorganisationer for lønmodtagere er Fagbevægelsens Hovedorganisation og Akademikerne.